# فیلیپ شانلو
فیلیپ شانلو (انگلیسی: Philippe Chanlot؛ زادهٔ ۸ اکتبر ۱۹۶۷) بازیکن فوتبال اهل فرانسه است.
از باشگاه‌هایی که در آن بازی کرده‌است می‌توان به باشگاه فوتبال متس، باشگاه فوتبال لیل، باشگاه فوتبال هانگژو گرین‌تاون، باشگاه فوتبال المپیک مارسی، و باشگاه فوتبال تولوز اشاره کرد.